# Туапсинская операция
Туапсинская операция — оборонительная операция Черноморской группы войск Закавказского фронта, проводившаяся с 25 сентября по 20 декабря 1942 года. Являлась частью стратегической битвы за Кавказ.
Туапсинскую оборонительную операцию можно разделить на два периода. Первый: (с 25 сентября по 23 октября) — наступательные операции противника и выход немецко-фашистских войск на рубеж реки Пшиш, горы Семашхо, сёл Шаумян и Гойтх. Второй: (с 23 октября по 20 декабря) — контрудар 18-й армии и попытка противника развить успех в районе горы Семашхо и в направлении села Георгиевское.

## Силы сторон
СССР:
- Черноморская группа войск:
  - 18-я армия
  - 56-я армия
  - 12-я армия (до 20 сентября 1942 г.)
  - 5-я воздушная армия

Германия:
- 17-я армия
- 44-й армейский корпус
- 57-й танковый корпус
- части 49-го горного армейского корпуса
- дивизионная группа «Ланц»
- 4-й авиационный флот

## Первый период операции (10 августа — 20 августа 1942 года)
Трагическим прологом к Туапсинской оборонительной операции стал захват противником Армавира. Это произошло 6 августа. За день до этого, сознавая, что город падёт, Ставка Верховного Главнокомандования приказала командующему Северо-Кавказским фронтом маршалу С. М. Будённому: «В связи со стремлением противника, действуя из района Армавира, захватить Майкоп и в дальнейшем выйти на побережье Чёрного моря к Туапсе, немедленно прочно прикрыть район Майкопа и дорогу Майкоп-Туапсе с тем, чтобы ни в коем случае не дать противнику возможности выйти с армавиро-майкопского направления на побережье Чёрного моря».
6 августа командующий 18-й армией генерал-лейтенант Ф. В. Камков получил приказ прикрыть фланг 56-й армии силами 216-й дивизии (генерал-майор А. М. Пламеневский). Одновременно началась перегруппировка войск фронта на майкопском направлении. 383-й дивизии (генерал-майор К. И. Провалов) и 236-й (полковник Г. Н. Корчиков) надлежало всеми возможными средствами на автомашинах или гужевым транспортом передислоцироваться на новый рубеж обороны. Первой — в район станции Хадыженская, а второй — в район Майкопа. Срок занятия нового рубежа 8 августа.
9 августа приказ был изменён: 383-я направлялась к Белореченской, а 236-я занимала оборону во втором эшелоне 383-й. Задача — не пропустить противника от Белореченской к Туапсе.
В тот же день в междуречье Лабы и Белой срочно перебрасывался 17-й кавалерийский корпус (генерал-лейтенант И. Я. Кириченко) с задачей разгромить противника, наступающего в направлении Белореченской и Майкопа. Корпус занимает позиции в станице Келермесская, на станции Гиагинская и в посёлках Мокро-Назаров и Воронцово-Дашковский. Справа, в районе станицы Махошевская, в окружении дрались остатки 1-го стрелкового корпуса (генерал-майор М. М. Шаповалов). Из района станиц Ярославская и Костромская на обороняющиеся дивизии 17-го корпуса ринулось до 30 танков и моторизованная дивизия СС «Викинг». Противник просочился на левом фланге корпуса в направлении Майкопа. Одновременно он попытался прорваться между станицами Келермесская и Гиагинская на стыке 12 и 13-й кавалерийских дивизий силами 6 танков и 28-ю бронетранспортерами. Левее позиции 15-й дивизии подверглись атаке 50 танков и мотопехоты. Остановив противника и нанеся ему существенные потери, дивизии корпуса стали отходить на левый берег р. Белая. В тот день, в 18:30 противник ворвался на северо-восточные окраины Майкопа.
Утром 10 августа из Ставки командующему фронтом поступил категорический приказ: «В связи с создавшейся обстановкой самым основным и опасным для Северо-Кавказского фронта и Черноморского побережья в данный момент является направление от Майкопа на Туапсе. Выходом противника в район Туапсе 47-я армия и все войска фронта, находящиеся в районе Краснодара, окажутся отрезанными и попадут в плен. Немедленно перебросить из 47-й армии 32-ю гвардейскую стрелковую дивизию (полковник М. Т. Тихонов) и занять ею вместе с 236-й стрелковой дивизией (полковник Г. Н. Корчиков) в три — четыре линии по глубине дорогу от Майкопа на Туапсе, и ни в коем случае, под вашу личную ответственность, не пропустить противника к Туапсе». В соответствии с этим приказом и началась Туапсинская фронтовая стратегическая оборонительная операция.
Попытки соединений 12, 18-й армий и 17-го кавалерийского корпуса приостановить, загасить энергию наступления 57- го танкового и 44-го егерского корпусов противника в период с 10 по 16 августа можно без натяжек определить как самый напряжённый и драматический период августовских сражений на Кубани. Общая численность войск противника составляла: 162 396 человек, 147 танков и штурмовых орудий на гусеницах, 1316 полевых орудий и 950 миномётов. Действия наземных войск поддерживал 4-й авиакорпус — 350 самолётов.
Что противостояло силам противника на левом берегу р. Белая от посёлка Вербин до Майкопа — 100 км по фронту? Левый фланг: остатки 16-й стрелковой бригады, 68 и 81-я орские стрелковые бригады. Центральный участок: четыре уже достаточно обескровленные кавалерийские дивизии 17-го корпуса. Правый фланг удерживали соединения 18-й армии: обескровленная 31-я (генерал-майор М. И. Озимин) и 383-я стрелковые дивизии, медленно выдвигающаяся 236-я, остатки 9-й моторизованной (в полках оставалось до 150 человек) и учебные батальоны Урюпинского военного пехотного училища (генерал-майор С. А. Ивановский). Так складывалась обстановка на утро 10 августа.
Командование фронтом сосредоточило своё внимание прежде всего на участке обороны казачьих дивизий, но не только потому что здесь ожидался подход моторизованных частей противника. Сюда, к переправам через р. Белая, к бродам устремился гигантский поток мирного населения со скарбом и домашним скотом. Сюда двигались воинские подразделения и отдельные неорганизованные группы солдат, некогда принадлежавшие семи дивизиям (4, 74, 176, 230, 261, 318-й стрелковым и 30-й кавалерийской), двум бригадам (113 и 139-й) и двум укреплённым районам (69 и 151-му); остатки артиллерийских и миномётных дивизионов. Вся эта масса отступающих, нередко паникующих, людей двигалась через боевые порядки обороняющихся соединений, оказывая значительное влияние не только на боевой дух бойцов. Она мешала организации жёсткой обороны.
10 и 11 августа противник попытался форсировать р. Белая силами до 100 единиц бронетехники и тремя моторизованными дивизиями (97 и 101-я дивизии СС «Викинг»). Обстановка усложнялась и тем, что 9 августа противник захватил Краснодар. 10, 11 и 12 августа соединения 56-й армии предпринимали попытки не допустить форсирования противником р. Кубань. Уже тогда определилось направление дальнейших устремлений противника: к предгорьям Главного Кавказского хребта и дальше, через перевалы к п. Джубга.
12 августа противник после массированного артиллерийского, миномётного и авиационного налётов танковыми и механизированными частями прорывает оборону 17-го кавалерийского корпуса, 18-й армии, и устремляется в двух направлениях — к станции Хадыженская и в верховья рек Пшеха и Маратук, преследуя отступающие наши соединения. Не вдаваясь в подробности боевых действий, скажем: уже утром 13 августа его танки подошли к станции Кабардинская.
Туапсинское направление было настолько важным, что с Новороссийского направления сюда была переброшена 32-я гвардейская стрелковая дивизия.
14 и 15 августа противник попытался ворваться в посёлок Хадыженский, а из него — к одноимённой станции. Командование фронтом формирует сводный отряд — остатки 967-го стрелкового, 182-го запасного полков и батальон армейского резерва. Отряд занимает жёсткую оборону в районе станции Хадыженская.
16 августа в бою с танками и мотопехотой противника в посёлке Хадыженский гибнет два батальона 818-го полка 236-й дивизии. В тот же день в ходе ожесточённых рукопашных боёв батальоны 81-й морской бригады в районе посёлков Шугай и Кура-Цице разгромили полк 1-й моторизованной дивизии словаков. Этим была предотвращена попытка противника прорваться к станции Хадыженская с тыла. Объединённый отряд успешно отбивает атаки противника, уничтожив до 500 солдат и офицеров и разгромив полковой штаб захватчиков.
Надо сказать, что относительной стабилизации на Туапсинском направлении способствовали переброска 1-й танковой армии вермахта на Грозненское направление и перемещение отдельных частей вермахта под город Новороссийск.
22 августа на позиции с центром станция Хадыженская выдвигается 32-я гвардейская стрелковая дивизия, и все усилия противника прорвать её оборону ни к чему не приводят. Бои приобретают местный характер вплоть до 25 сентября. На левом фланге к началу 20-х чисел августа 30, 349, 395-я стрелковые дивизии и остатки 76-й морской стрелковой бригады останавливают наступление четырёх дивизий противника (73, 125 и 198-я пехотные, 1-я словацкая). Дороги через Пятигорский и Хребтовый перевалы закрыты. В тылу действующих соединений 56-й армии, во втором эшелоне, перекрыв дороги и тропы к побережью Чёрного моря, заняла позиции 353-я стрелковая дивизия (полковник Ф. С. Колчук). И здесь, на левом фланге, события носят местный характер вплоть до 25-26 сентября.
На правом фланге обороны, в верховьях рек Маратук и Пшеха, все попытки прорвать оборону 31-й стрелковой, 11-й гвардейской кавалерийской дивизий, одного полка 236-й дивизии и батальонов Урюпинского военного пехотного училища и форсировать перевал Хакуч в направлении станции Лазаревская успеха не имели вплоть до декабря 1942 года. Так безуспешно для противника закончилась его надежда в августе выйти к берегу Чёрного моря в районе Туапсе. Августовские неуспехи на туапсинском направлении драматически сказались на военных биографиях двух фельдмаршалов и одного генерал-полковника.
Во второй половине сентября Генеральный штаб сухопутных войск Германии разработал наступательную операцию «Аттика». Конечная её цель — прорыв к берегу Чёрного моря в районе Туапсе. Из района Приэльбрусья на туапсинское направление прибывают 1-я и 4-я высокогорные дивизии 49-го альпийского корпуса, 46-я пехотная дивизия, батальоны трёх иностранных легионов и несколько частей особого назначения. Существенно пополняются личные составы двух пехотных, двух егерских и двух моторизованных дивизий. К операции привлекается вся авиация 4-го воздушного корпуса. Командовать ударной группировкой «Туапсе» поручено генералу X. Ланцу.

## Второй период операции (20 августа — 25 ноября 1942 года)

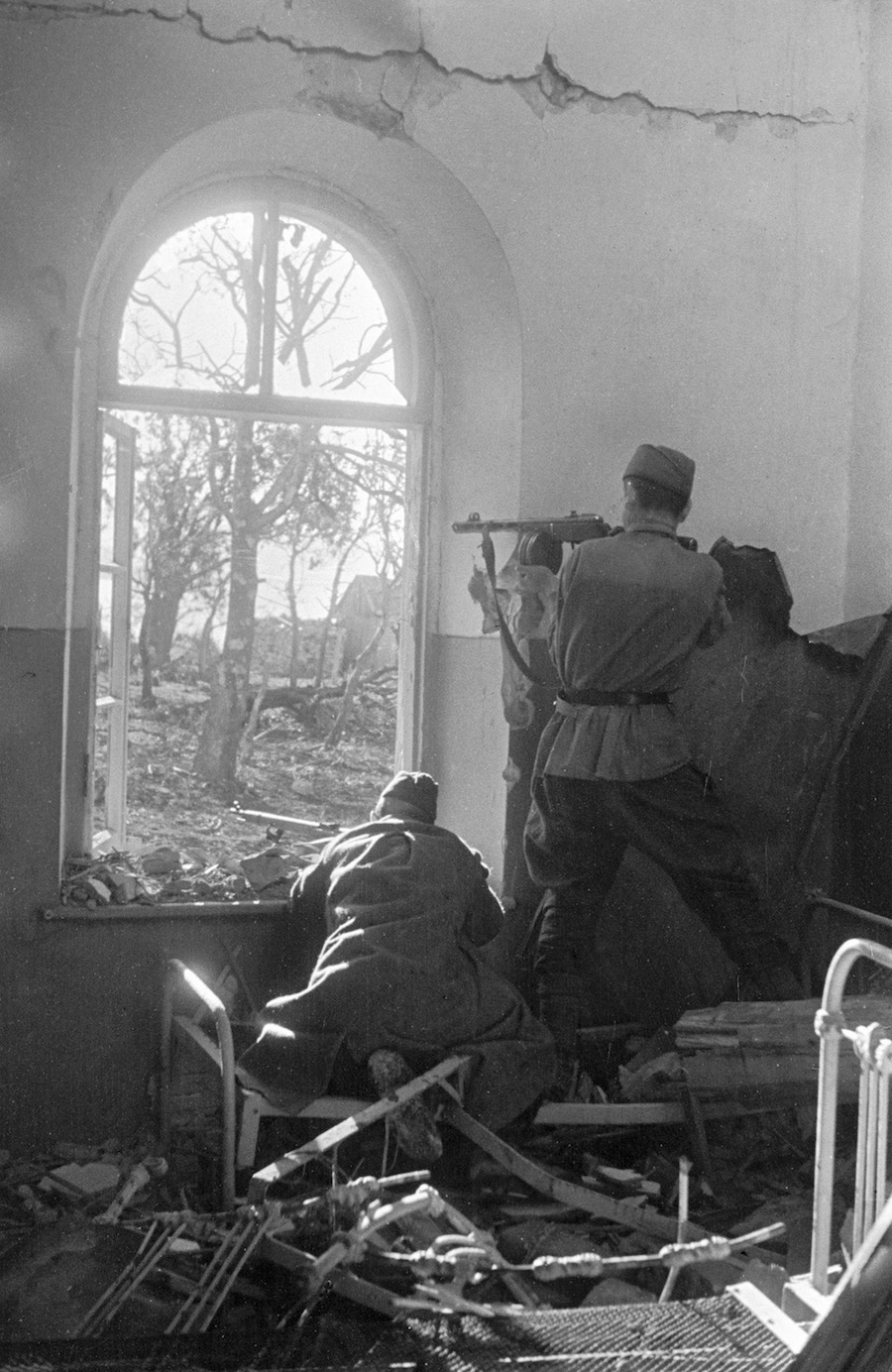
Советские бойцы ведут огонь из оконного проема в доме северо-восточнее Туапсе. Октябрь 1942 г.

После взятия города Новороссийск для гитлеровцев сложилась несколько странная ситуация: порт Новороссийск использовать было невозможно, а выбить 47-ю армию с восточного берега Цемесской бухты — проблематично. Именно этим и можно объяснить решение командования вермахта окружить 47-ю армию путём взятия города Туапсе. Имелась возможность перебросить сюда войска, высвободившиеся на Новороссийском направлении. Сюда же была переброшена даже «группа Ланца» 49-го горного армейского корпуса.
Во второй половине дня 23 сентября на рубежах обороны соединений 56-й армии противник проявил исключительную огневую активность. На участке 30-й стрелковой дивизии (генерал-майор Б. Н. Аршинцев) при поддержке артиллерийско-миномётного огня с использованием авиации — 32 самолёта, расстреляв до 5000 снарядов и мин, противник перешёл в наступление силами до двух батальонов пехоты. На участке 395-й стрелковой дивизии (полковник А. И. Петраковский) после артиллерийской подготовки и налёта авиации — 75 самолётов, в наступление перешло до трёх с половиной полков пехоты, 5 танков, 11 танкеток и бронемашин. Все атаки противника были успешно отбиты. На правом фланге обороны 18-й армии противник после артиллерийского налёта и бомбардировки потеснил 968-й полк 236-й стрелковой дивизии и занял два хутора — Белая Глина и Червяково.
На центральном участке, в районе станции Хадыженская, все происходило не так, как планировал противник. 32-я гвардейская сама перешла в наступление силами 465-й штрафной роты при поддержке автоматчиков. Это произошло в ночь на 20 сентября. Штрафники атаковали высоту, занятую противником, и потеснили его подразделения на 400 метров. Рота держала оборону до 2-х часов ночи с 24 на 25 сентября, прикрывая операцию по изъятию с нейтральной полосы 183 химических бомб, которые не смогли вывезти в августе.
Только к утру 25 сентября противник начал наступательную операцию. Странно, но именно эта дата вошла во все научные труды по истории Великой Отечественной войны как дата начала Туапсинской оборонительной операции. Второй период Туапсинской оборонительной операции характерен своей кровопролитностью, особенно на центральном участке. В первых числах октября противник захватывает село Шаумян. 19 и 20 октября его части берут в клещи полки 408-й дивизии (полковник П. Н. Кицук), и через два дня она гибнет в долине р. Пшиш.
Прорваться через Гойтхский перевал противник не сумел. 107-я стрелковая бригада держит жёсткую оборону.
23 октября один батальон противника «на плечах» отступающих остатков 408-й дивизии поднимается на вершину г. Семашхо. С её вершины виден Туапсе. Однако батальон через несколько часов был сброшен бойцами 1147-го полка 353-й стрелковой дивизии. В течение последующих четырёх дней на центральный участок обороны 18-й армии перебрасываются 8, 9-я гвардейские, 10 и 165-я стрелковые бригады. 28 октября 10-я бригада переходит в контрнаступление с верховий р. Пшиш. На левом фланге к концу сентября противнику удалось прорваться к сёлам Безымянное и Фанагорийское, захватить их, но продвинуться дальше, в верховьях р. Псекупс, в тыл 18-й армии, он не сумел. Батальоны 76-й морской стрелковой бригады «заперли» долину. Не сумел противник сбросить обескровленные батальоны 395-й стрелковой дивизии, закрепившиеся на высотах хребта Качканова. По-прежнему стойко держали оборону части 30-й стрелковой дивизии в долине р. Каверзе, прикрывая выход на Хребтовый перевал. На правом фланге обороны, на Лазаревском направлении, — никаких успехов. 46-я армия передаёт на этот участок 67-й горнострелковый полк и стрелковую бригаду. Противник топчется в долинах рек Маратук и Пшеха.
В конце октября 56-я армия получает пополнение — 83-ю морскую стрелковую бригаду, а в начале ноября на стык 18 и 56-й армий прибывает 255-я бригада морской пехоты и своими действиями приостанавливает наступление противника с западных отрогов г. Сарай-Горы. 8 ноября командующий Черноморской группы войск генерал-лейтенант И. Е. Петров определил задачи 18-й армии в предстоящей наступательной операции. Для её успешного проведения из Закавказья перебрасывалась 83-я горнострелковая дивизия (полковник А. А. Лучинский). На центральный участок направляются: полк особого назначения, отдельный офицерский батальон особого назначения, батальон морской пехоты и четыре бакинских горнострелковых альпийских отряда.
К 20 ноября была блокирована Гойтхская группировка противника. 25 ноября все соединения центрального участка 18-й армии переходят в наступление. Этой датой завершается Туапсинская стратегическая оборонительная операция и начинается Туапсинская армейская наступательная операция.

## Результат

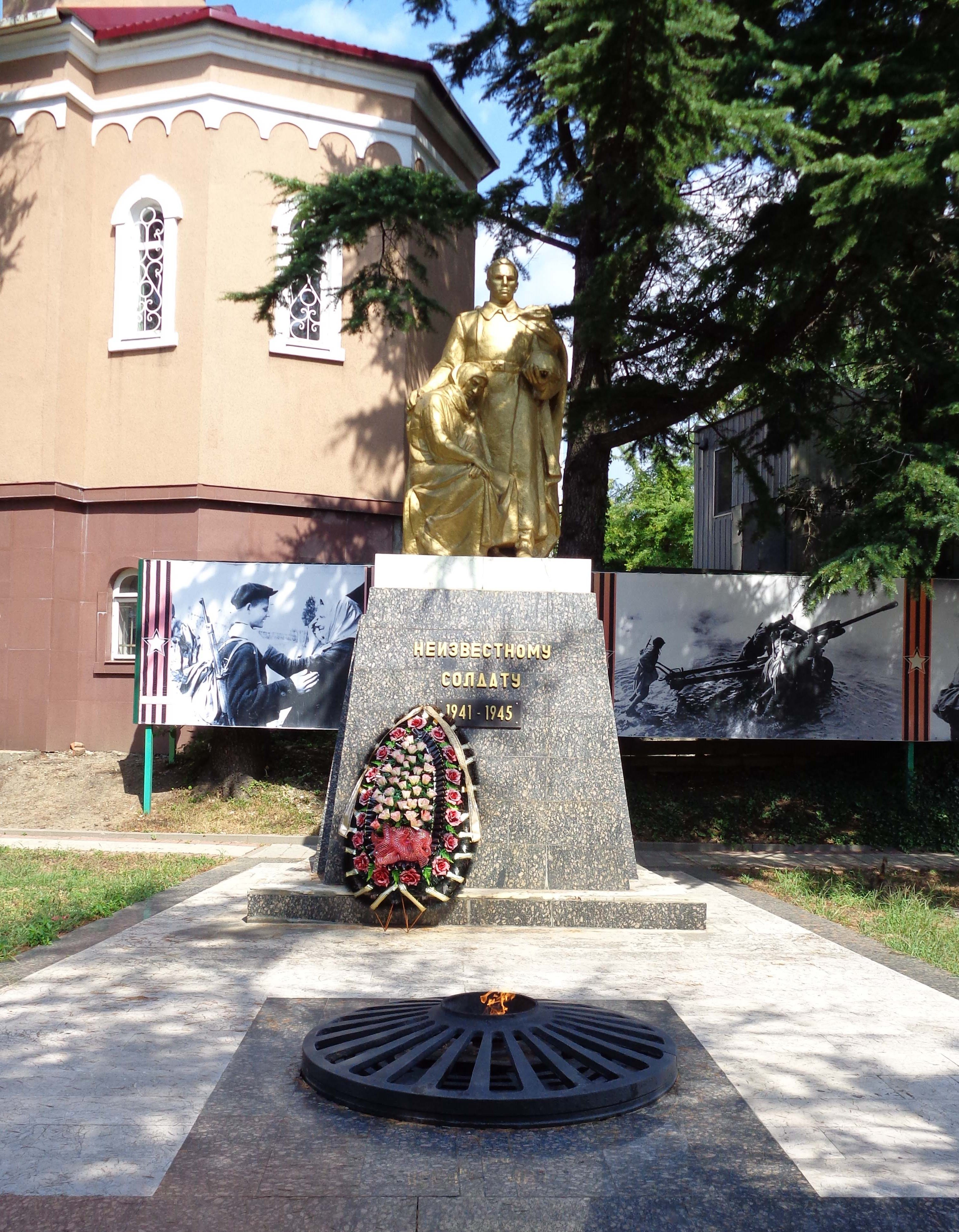
Памятник Неизвестному солдату в Туапсе

Боевые действия Туапсинской наступательной операции имели своей целью уничтожение двух группировок противника — Гойтхская и Семашховская. В сложных погодных условиях, когда снег в ущельях лёг слоем три метра, а на склонах — до 1,5 метров, широкие наступательные действия вести было бесполезно. Только к 25 декабря была разгромлена Семашховская группировка противника. К этому времени относятся активные наступательные действия соединений 56-й армии и Лазаревской группы войск. В январе в наступление переходит 32-я гвардейская стрелковая дивизия и соединения 16-го стрелкового корпуса (генерал-майор В. А. Гайдуков). С туапсинского направления началось освобождение Кубани.

## Список участников операции
5-я воздушная армия
Боевой состав 5-й воздушной армии насчитывал всего 121 боевой самолёт, из них: 26 бомбардировщиков, 12 штурмовиков, 52 истребителя, 12 разведчиков, 19 лёгких ночных бомбардировщиков), несмотря на большое количество входящих в неё соединений и частей:
- 132-я бомбардировочная авиационная дивизия[2]
  - 6-й бомбардировочный авиационный полк
  - 367-й бомбардировочный авиационный полк
- 236-я истребительная авиационная дивизия[1][2]. Самая боеспособная дивизия к началу операции насчитывала 18 И-153, 12 Ил-2, 6 ЛаГГ-3, 8 Як-1, 2 Як-7Б)
  - 267-й истребительный авиационный полк
  - 518-й истребительный авиационный полк
  - 502-й штурмовой авиационный полк
- 237-я истребительная авиационная дивизия[2]
  - 36-й истребительный авиационный полк
- 295-я истребительная авиационная дивизия[2]
  - 975-й истребительный авиационный полк
- 742-й разведывательный авиационный полк[2]
- 763-й легкобомбардировочный авиационный полк[2]
- 325-й транспортный авиационный полк
- 149-я отдельная разведывательная авиационная эскадрилья
- N-ская отдельная бомбардировочная авиационная эскадрилья
- 154-я отдельная авиационная эскадрилья связи